# Vor Jungfrauen wird gewarnt
Vor Jungfrauen wird gewarnt ist ein österreichisches Filmlustspiel aus dem Jahre 1961 von Otto Ambros mit Gunther Philipp und Heinz Conrads in den Hauptrollen.

## Handlung
Die Handlung spielt im gegenwärtigen (1961) Österreich. Die Mitglieder des dortigen Jungfernbundes „Weg vom Manne“ und die des männlichen Gegenstückes, des Junggesellenvereins „Weg vom Weibe“, sind eigentlich einander spinnefeind. Beide Seiten pflegen eine gegenseitige Aversion, da man vom anderen Geschlecht nur das schlechteste erwartet und Keuschheit vorgibt, die jedoch in Wahrheit nicht vorhanden ist. Den Lustspielgesetzen folgend, kommt es jedoch immer wieder zu Turbulenzen versprechenden Überschneidungen und Begegnungen: Männlein und Weiblein beider Organisationen lernen einander in ebenso haarsträubenden wie konstruierten Situationen kennen und heiraten, ganz den Traditionen beider Vereine widersprechend, schließlich ausnahmslos. Der Letzte, der unter die Haube kommt, ist der allseits begehrte Junggeselle Ottokar, der die fesche und noch sehr junge Elisabeth vor den Traualtar führen darf.

## Produktionsnotizen
Vor Jungfrauen wird gewarnt wurde am 15. September 1961 in Graz uraufgeführt, die Deutschlandpremiere war am 17. August 1962.
Aus demselben Filmmaterial wurde von der Commerzfilm Herbert Heidmann eine 80-minütige Produktion zusammengestellt, die 1967 als Wiener Schnitzel in die österreichischen Kinos gelangte. 

## Kritik
Das Lexikon des Internationalen Films dekretierte knapp: „Ein dilettantischer Unterhaltungsblödsinn, schwachsinnig und niveaulos.“